# Wageningen
Wageningen es una ciudad y un municipio de la provincia de Güeldres en los Países Bajos. Cuenta con una superficie de 32,36 km² de los que 1,82 km² están ocupados por el agua, y una población de 37.429 habitantes el 1 de enero de 2014, lo que supone una densidad de 1230 h/km². Es famosa por su universidad (la Wageningen University, especializada en ciencias naturales). En el año académico 2010/2011 los estudiantes matriculados en ella eran más de 7.800. Además la universidad y las instituciones de investigación relacionadas con ella dan empleo a 7400 personas, de las cuales se calcula que solamente el 40% residen en Wageningen.
Wageningen está situada en la orilla norte del río Rin, en la frontera entre Gelderse Vallei y Veluwe. Consta de dos asentamientos: Wageningen y Wageningen Hoog. Una elevación al sudoeste de Wageningen se llama Wageningse Berg (Montaña de Wageningen).

## Fundación de la ciudad
El asentamiento más viejo conocido en Wageningen estaba situado cerca del río, al fondo de la loma Wageningen Berg. Durante el medievo el asentamiento se trasladó cuesta arriba: se han encontrado restos de una iglesia pequeña y de algunas granjas de madera cerca de la cima de la Wageningse Berg.
En el siglo XII surgió un asentamiento donde ahora se ubica la calle Bergstraat (Calle de la Montaña), en el centro de Wageningen. Después de la construcción de un dique para proteger la ciudad del pantano que en aquel tiempo cubría esta parte de Güeldres, el desarrollo del pueblo fue posible.
En 1263 Wageningen recibió los derechos de ciudad. La ciudad estaba defendida por medio de una muralla y un canal. En 1526 se construyó una fortaleza, pero fue destruida en el siglo XVII. Hoy día permanecen visibles los fundamentos de tres torres y parte de la muralla.

## Historia reciente
La Universidad se fundó en 1876 como Escuela de Agricultura Municipal, transformada en 1918 en un centro de enseñanza superior: el Landbouwhogeschool Wageningen (escuela politécnica agricultural), luego Universidad Agraria de Wageningen. Así la ciudad se transformó en una comunidad tecnológica moderna. Ahora Wageningen es el centro de Food Valley (Valle de Alimentos), una gran aglomeración de empresas e institutos de investigación que se especializa en innovaciones de alimentos.
Wageningen también es muy famosa por su historia militar. El 6 de mayo de 1945 el general alemán Johannes Blaskowitz se rindió al general canadiense Charles Foulkes, terminando así la Segunda Guerra Mundial para los Países Bajos. Los generales firmaron la capitulación en el Hotel de Wereld (Hotel El Mundo), en Wageningen. Cada 5 de mayo, el día de liberación de los Países Bajos, la ciudad celebra un gran festival para celebrar la liberación, con un desfile de veteranos de la guerra que son honrados por sus servicios en esta ocasión.

## Galería de imágenes

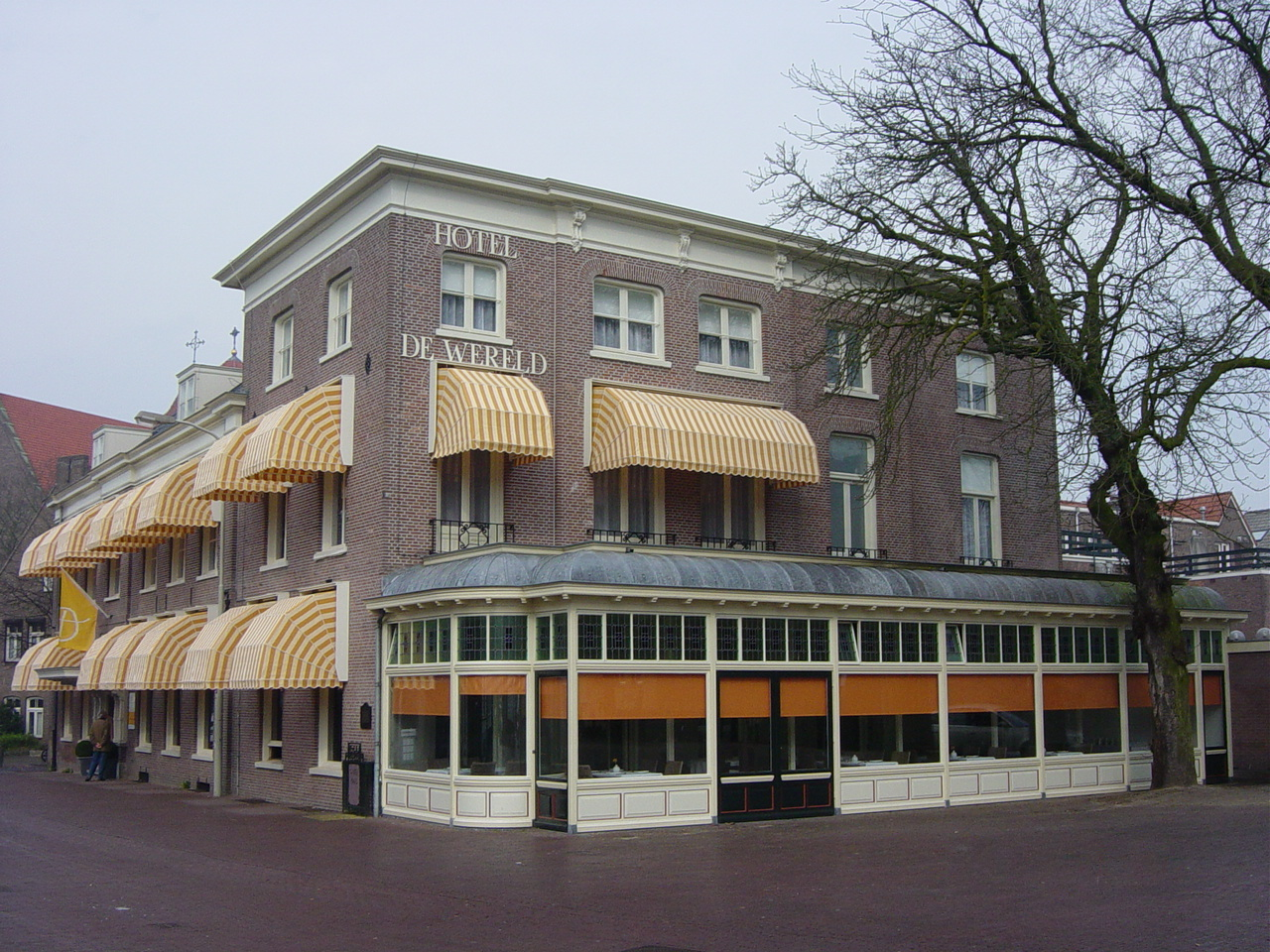
Hotel de Wereld, escenario de la capitulación alemana
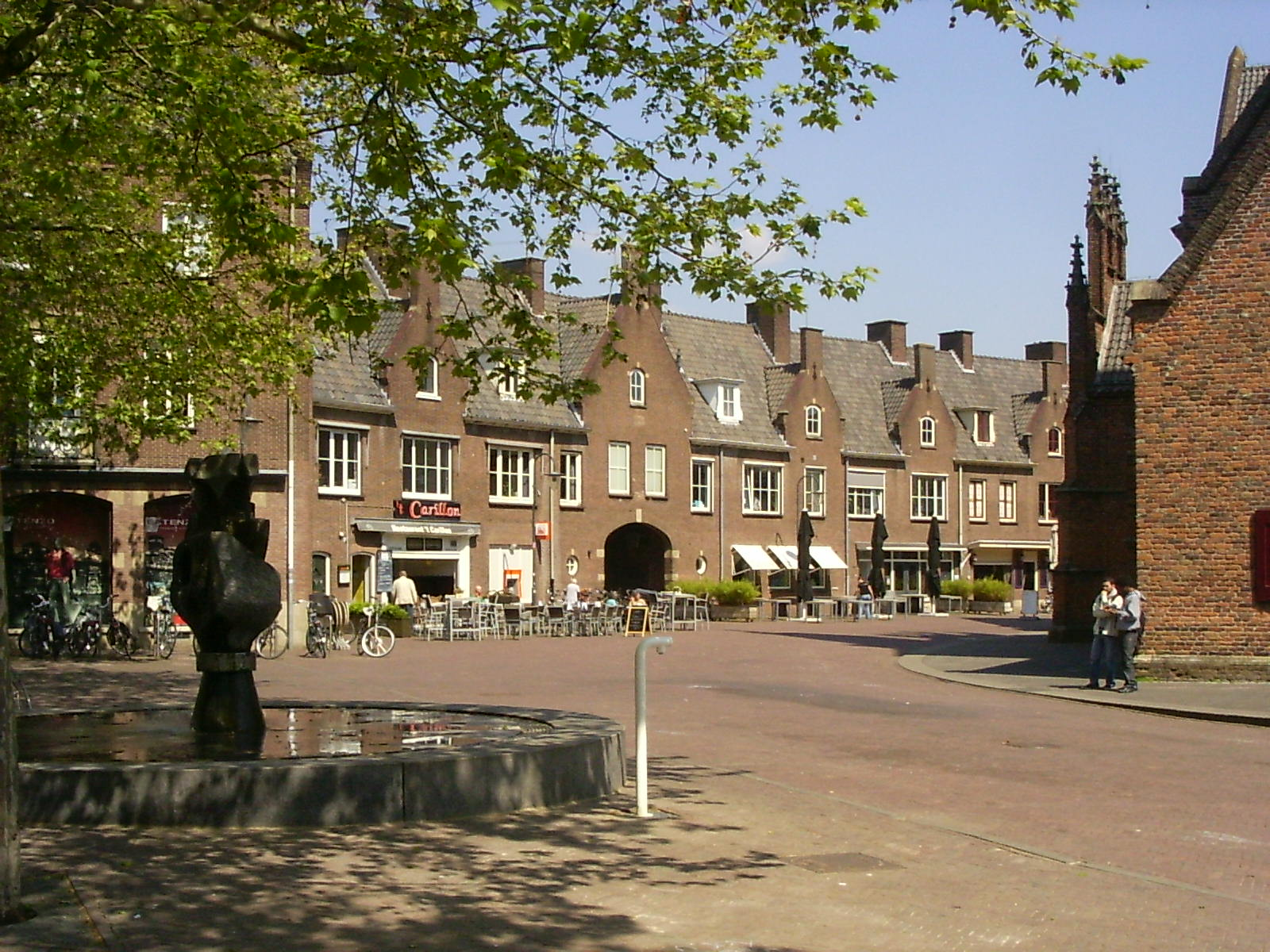
Plaza del mercado
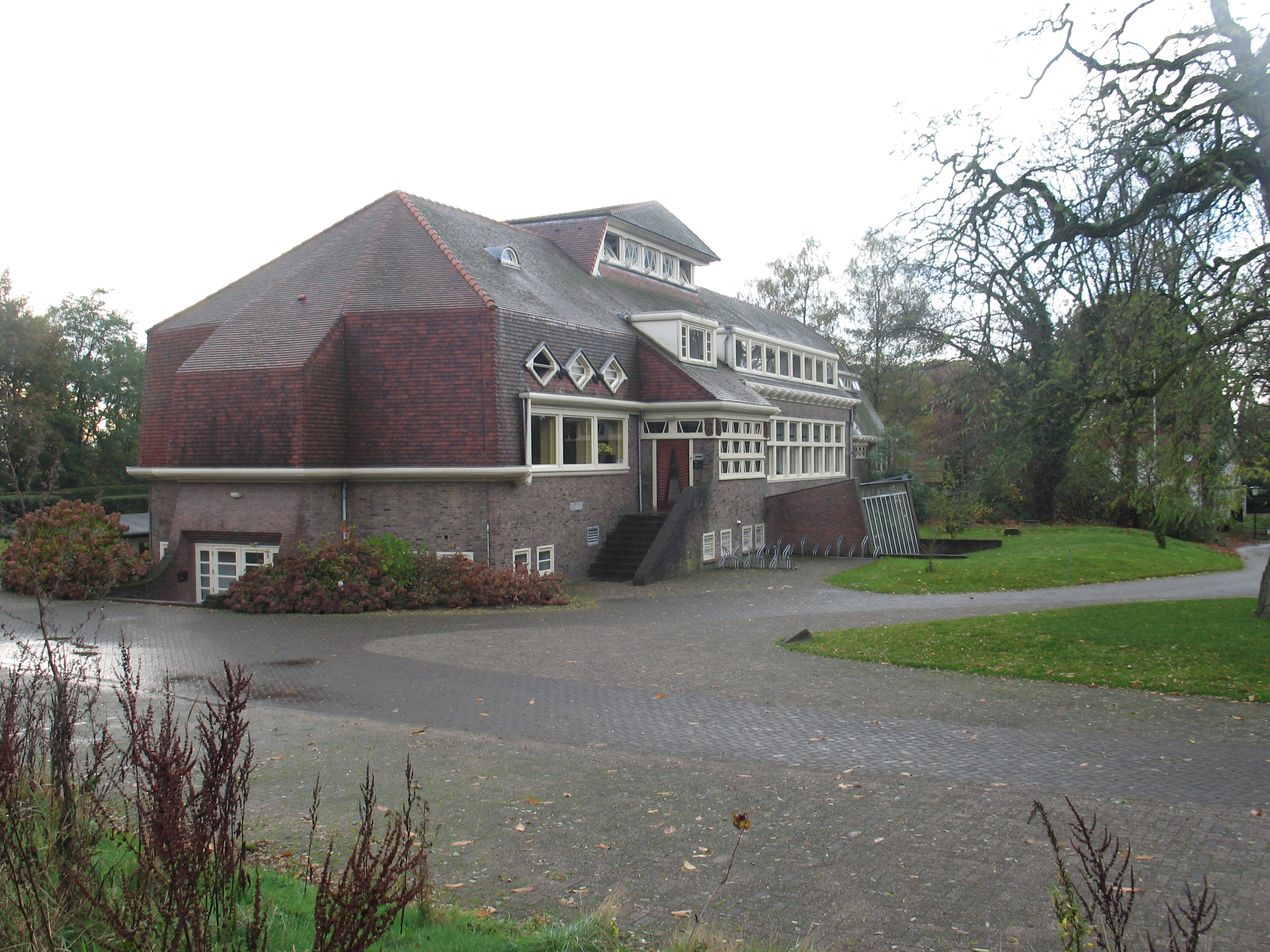
Laboratorio de microbiología
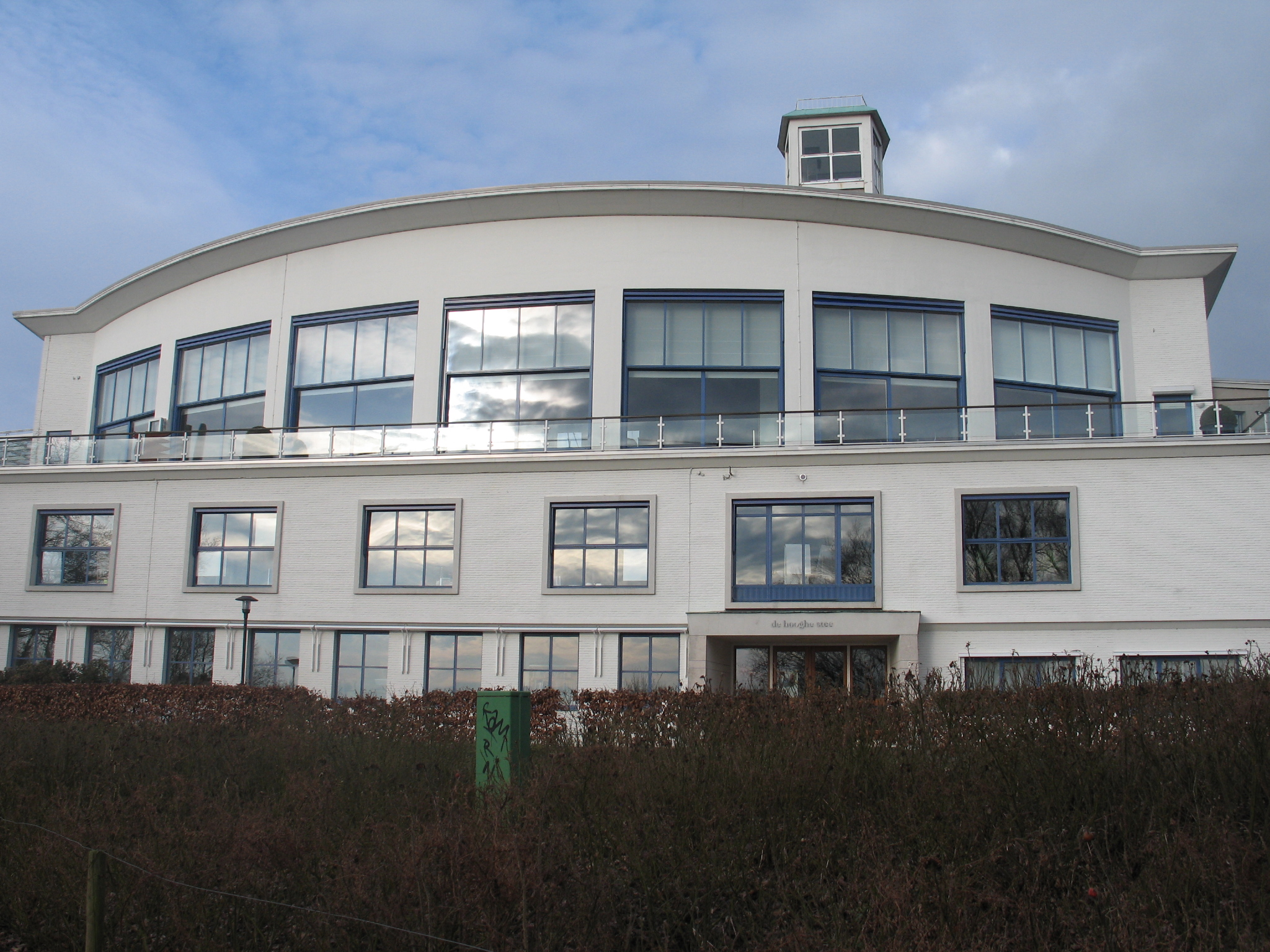
Laboratorio de topografía (1953)
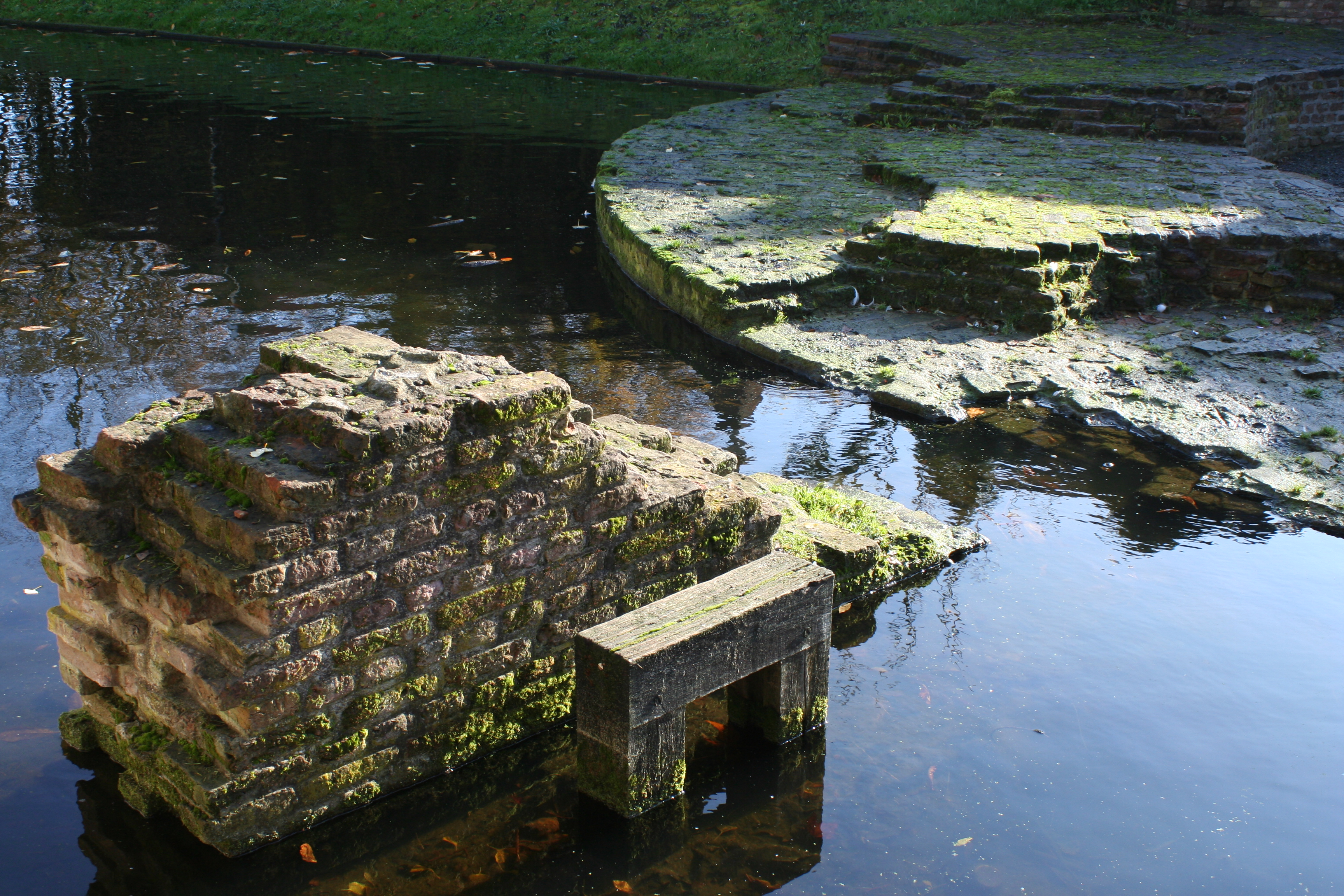
Ruinas de las murallas y una de las torres en el centro de la ciudad